# Port lotniczy Antonio Maceo
Port lotniczy Antonio Maceo – międzynarodowe lotnisko na Kubie, zlokalizowane w mieście Santiago de Cuba.

## Linie lotnicze i połączenia
- Aerocaribbean (Havana, Holguin, Port-au-Prince, Santo Domingo)
- Aerogaviota (Cayo Coco, Havana, Holguin, Varadero)
- Aerotaxi (Cayo Coco, Cayo Largo del Sur, Havana, Varadero)
- American Airlines (Miami)-charter
  - American Eagle (Miami) – charter
- CanJet (Toronto-Pearson)
- Cubana de Aviación (Cienfuegos, Havana, Holguin, Madrid, Montreal, Paris-Orly, Varadero)
- Skyservice (Toronto-Pearson)
- Sunwing Airlines (Montreal, Ottawa, Toronto-Pearson)